# Carl Betz
Pour les articles homonymes, voir Betz.
Carl Betz (1921-1978) est un acteur américain de théâtre, cinéma et télévision. Il apparaît dans de nombreuses séries télévisées des années 1950 jusqu'aux années 1970.

## Biographie
Né le 9 mars 1921 à Pittsburgh, il est l'aîné d'une famille de quatre enfants. Son père est né dans le Missouri et était chimiste. Carl Betz commence sa carrière d'acteur sur scène à l'âge de 10 ans. Il interrompt ses études en 1942 pour s'engager dans l'armée, il sert en Italie et en Afrique du nord. Après la guerre il retourne à Carnegie Tech d'où il ressort diplômé en arts dramatiques. Il travaille pour la radio et en tant que disc jockey avant de se rendre à New York, où il est portier au Radio City Music Hall. Il fait ses débuts à Broadway en 1952 dans The Long Watch et ses débuts au cinéma à la même période. Il rencontre par la suite le succès dans ses rôles pour des séries télévisées de ABC, notamment pour le rôle du Dr Alex Stone dans The Donna Reed Show.
Il reçoit un Golden Globe et un Primetime Emmy Award en 1969 pour son rôle de l'attorney Clinton Judd dans la série télévisée Judd, for the Defense (en).
Il meurt à l'âge de 56 ans d'un cancer des poumons à Malibu en Californie.

## Filmographie

### Cinéma
- 1952 : La Sarabande des pantins (O. Henry's Full House)
- 1952 : My Pal Gus
- 1952 : The President's Lady Charles Dickinson
- 1953 : Powder River Loney Hogan
- 1953 : Inferno Lt. Mike Platt
- 1953 : Vicki Détective McDonald
- 1953 : La Cité des tueurs (City of Bad Men), d'Harmon Jones : le deputé Phil Ryan
- 1953 : Dangerous Crossing John Bowman
- 1966 : Le Tombeur de ces demoiselles (Spinout) Howard Foxhugh
- 1975 : The Boy Who Talked to Badgers Will MacDonald
- 1975 : The Meal Jake Matheson
- 1975 : The Lady from Peking Max Foster

### Télévision
- 1954 : Kraft Television Theatre (en)
- 1955-1956 : Crusader (2 épisodes)

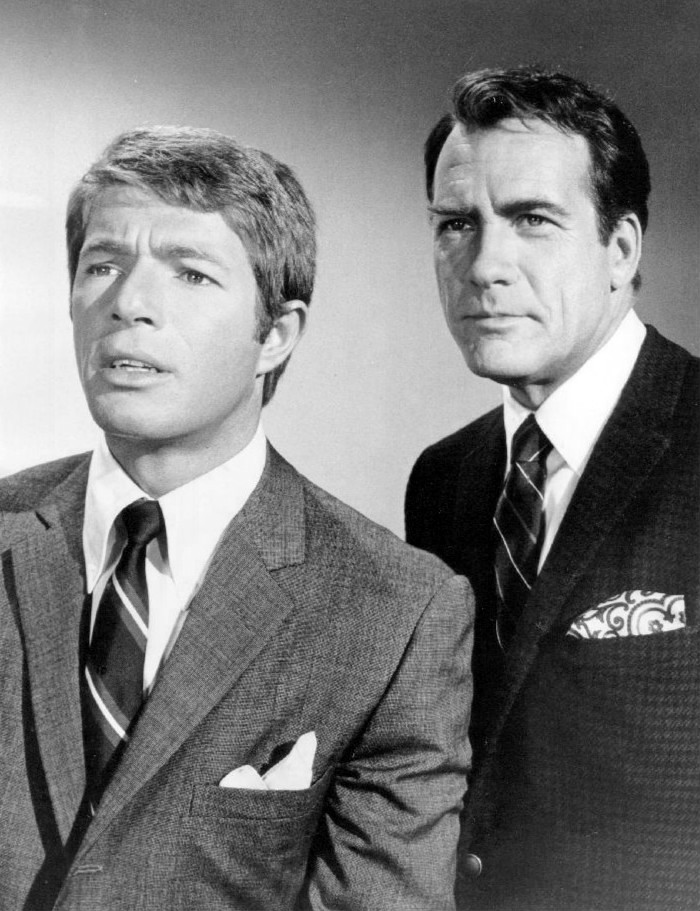
Stephen Young et Carl Betz dans Judd, for the Defense

- 1956 : Appointment with Adventure (en)
- 1957 : Sheriff of Cochise (en)
- 1958 : Alfred Hitchcock Presents (2 épisodes)
- 1958-1966 : The Donna Reed Show
- 1967-1969 : Judd, for the Defense (en)
- 1969 : Love, American Style
- 1970-1972 : Mission: Impossible
- 1972 : The Streets of San Francisco

## Théâtre
- 1952 : The Long Day : Lt. Dick Bennett

## Distinctions
- 1969 : Primetime Emmy Award du meilleur acteur dans une série télévisée dramatique pour Judd, for the Defense (en)
- 1969 : Golden Globe du meilleur acteur dans une série télévisée pour Judd, for the Defense